# Carnaval de São Paulo

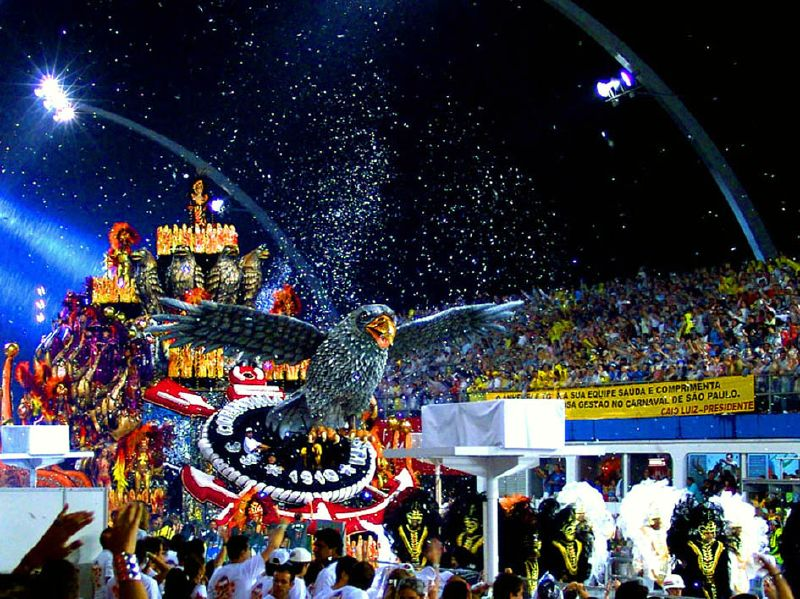
Carnaval de São Paulo 2005 : Le char d'ouverture (carro abre-alas) de l'école de samba Gaviões da Fiel.

Le Carnaval de São Paulo (portugais : Carnaval de São Paulo) est un carnaval brésilien majeur. Il a lieu au Sambadrome Anhembi de São Paulo le vendredi et samedi soir de la semaine du carnaval.